# Coventry City Football Club 2013-2014
Questa voce raccoglie le informazioni riguardanti il Coventry City Football Club nelle competizioni ufficiali della stagione 2013-2014.

## Divise e sponsor
| Casa | Trasferta |

## Rosa
| N. |                        | Ruolo | Calciatore     |
| -- | ---------------------- | ----- | -------------- |
| 1  | Irlanda (bandiera)     | P     | Joe Murphy     |
| 2  | Inghilterra (bandiera) | D     | Cyrus Christie |
| 3  | Inghilterra (bandiera) | D     | Blair Adams    |
| 4  | Scozia (bandiera)      | D     | Andy Webster   |
| 6  | Inghilterra (bandiera) | C     | Conor Thomas   |
| 7  | Scozia (bandiera)      | C     | John Fleck     |
| 8  | Inghilterra (bandiera) | C     | Carl Baker     |
| 9  | Inghilterra (bandiera) | A     | Leon Clarke    |
| 10 | Francia (bandiera)     | A     | Mathieu Manset |
| 13 | Inghilterra (bandiera) | P     | Lee Burge      |
| 14 | Belgio (bandiera)      | C     | Moussa Franck  |
| 16 | Irlanda (bandiera)     | C     | Adam Barton    |
| 17 | Inghilterra (bandiera) | C     | Billy Daniels  |

| N. |                        | Ruolo | Calciatore      |
| -- | ---------------------- | ----- | --------------- |
| 18 | Inghilterra (bandiera) | D     | Aaron Phillips  |
| 19 | Inghilterra (bandiera) | D     | Jordan Willis   |
| 20 | Inghilterra (bandiera) | A     | Callum Wilson   |
| 24 | Inghilterra (bandiera) | D     | Jordan Clarke   |
| 30 | Inghilterra (bandiera) | C     | Louis Garner    |
| 31 | Inghilterra (bandiera) | D     | Ryan Haynes     |
| 32 | Inghilterra (bandiera) | D     | Leon Lobjoit    |
| 33 | Inghilterra (bandiera) | C     | Ben Maund       |
| 34 | Inghilterra (bandiera) | C     | Lewis Rankin    |
|    | Inghilterra (bandiera) | A     | Chris Dagnall   |
|    | Scozia (bandiera)      | D     | Stuart Urquhart |
|    | Francia (bandiera)     | D     | Kévin Malaga    |
|    | Giamaica (bandiera)    | A     | Jamar Loza      |

## Risultati

### Football League One
| Northampton 25 agosto 2013, ore 15:00 BST 4ª giornata | Coventry City | 4 – 4 | Preston N.E. | Sixfields Stadium (2 068 spett.)\| Arbitro: \| Robert Madley \| |
| Arbitro:                                              | Robert Madley |       |              |                                                                 |

| Northampton 8 settembre 2013, ore 15:00 BST 6ª giornata | Coventry City  | 2 – 0 referto | Colchester Utd | Sixfields Stadium (1 789 spett.)\| Arbitro: \| Stephen Martin \| |
| Arbitro:                                                | Stephen Martin |               |                |                                                                  |

| Northampton 15 settembre 2013, ore 15:00 BST 7ª giornata | Coventry City | 2 – 1 | Gillingham | Sixfields Stadium (2 046 spett.)\| Arbitro: \| Trevor Kettle \| |
| Arbitro:                                                 | Trevor Kettle |       |            |                                                                 |

| Burslem 21 settembre 2013, ore 15:00 BST 8ª giornata | Port Vale      | 3 – 2 | Coventry City | Vale Park (9 218 spett.)\| Arbitro: \| Michael Naylor \| |
| Arbitro:                                             | Michael Naylor |       |               |                                                          |

| Colchester 8 marzo 2014, ore 15:00 GMT 33ª giornata | Colchester Utd | 2 – 1 referto | Coventry City | Colchester Community Stadium (4 426 spett.)\| Arbitro: \| Trevor Kettle \| |
| Arbitro:                                            | Trevor Kettle  |               |               |                                                                            |

| Gillingham 11 marzo 2014, ore 19:45 GMT 36ª giornata | Gillingham       | 4 – 2 | Coventry City | Priestfield Stadium (5 447 spett.)\| Arbitro: \| Darren Sheldrake \| |
| Arbitro:                                             | Darren Sheldrake |       |               |                                                                      |

### FA Cup
| Arbitro: | Robert Madley |

|                                          |           |  |
| Podolski 15’, 27’ Giroud 84’ Cazorla 89’ | Marcatori |  |